# Asura curvifascia
Asura curvifascia là một loài bướm đêm thuộc phân họ Arctiinae, họ Erebidae.